# دیوید کالاهام
دیوید کالاهام (انگلیسی: David Callaham؛ زادهٔ ۲۴ اکتبر ۱۹۷۷) نویسنده فیلمنامه و تهیه‌کننده فیلم آمریکایی است.

## زندگی شخصی
کالاهام در ۲۴ اکتبر ۱۹۷۷ در فرزنو، کالیفرنیا متولد شد. او در سال ۱۹۹۹ از دانشگاه میشیگان فارغ‌التحصیل شد. وی در سال ۲۰۰۹ با بری تچی ازدواج کرد. او از تبار چینی‌ها به حساب می‌آید.

## فیلم‌شناسی

### فیلم‌های ویژه
| سال  | فیلم                              | اعتبار                     | توضیحات                                          |
| ---- | --------------------------------- | -------------------------- | ------------------------------------------------ |
| ۲۰۰۵ | رستاخیز                           | فیلم نامه نویس، داستان‌نویس | همکاری در فیلمنامه‌نویسی با نوازنده وسلی استریک   |
| ۲۰۰۹ | اسب‌سوار                           | نویسنده                    |                                                  |
| ۲۰۰۹ | افشاگر                            | نویسنده                    |                                                  |
| ۲۰۱۰ | بی‌مصرف‌ها                          | فیلمنامه‌ نویس، داستان‌نویس  | همکاری در نوشتن فیلمنامه‌ با سیلوستر استالونه     |
| ۲۰۱۲ | بی‌مصرف‌ها ۲                        | بر اساس شخصیت ایجاد شده او |                                                  |
| ۲۰۱۴ | گودزیلا                           | داستان‌نویس                 |                                                  |
| ۲۰۱۹ | سرزمین زامبی‌ها ۲                  | فیلمنامه‌ نویس              | همکاری در نوشتن فیلمنامه‌ با رت ریس و پال ورنیک   |
| ۲۰۲۰ | زن شگفت‌انگیز ۱۹۸۴                 | فیلمنامه نویس              | همکاری در نوشتن فیلمنامه‌ با پتی جنکینز و جف جانز |
| ۲۰۲۱ | شانگ-چی و افسانه ده حلقه          | فیلمنامه‌ نویس              | همکاری با مارول کامیکس                           |
| ۲۰۲۱ | مورتال کامبت                      | فیلمنامه نویس              |                                                  |
| ۲۰۲۱ | آمریکا: تصویر متحرک               | فیلمنامه نویس و تهیه‌کننده  |                                                  |
| ۲۰۲۲ | مرد عنکبوتی: در میان دنیای عنکبوت | فیلم نامه نویس             |                                                  |

### تلویزیون
| سال       | فیلم               | اعتبار                                |
| --------- | ------------------ | ------------------------------------- |
| ۲۰۱۶–۲۰۱۷ | ژان کلود ون جانسون | تهیه‌کننده اجرایی، خالق شخصیت، نویسنده |